# Панайот Пипков
Панайот Христов Пипков е български композитор и капелмайстор.

## Биография
Той е роден на 21 ноември 1871 г. в Пловдив. Бащата Христо Пипков е музикант. От ранна детска възраст той учи цигулка и пише стихове. Участва в любителска театрална група в Пловдив (1887).
По финансови причини напуска Пловдивското петокласно училище и работи като секретар на мирови съдия в с. Козлуджа.
Творческия си живот продължава като любител-актьор в софийска група. Играе в Театър „Основа“ (1889), Столичната драматична трупа (1890) и в театър „Сълза и смях“. Пише първата си драма „Бойко“. Със съдействието на артистите, получава стипендия на МНП и заминава да учи музика в Милано (1898).

### Творчески път
Последователно е диригент на музикалните дружества във Варна и Русе от 1899 година. Пипков е член на Ловешкото македоно-одринско дружество. След среща с водача на ВМОРО Гоце Делчев създава текста и музиката на „Стига вече! - Химн на Македонския народ“. Издаден е от Ловешкото македоно-одринско дружество в Лайпциг през 1902 година.
Работи като учител по музика в Ловеч. Панайот Пипков е душата на музикалния живот на Ловеч. На 9 май 1901 г. Панайот Пипков написва „Химн на св. св. Кирил и Методий“.Тук създава ученически църковен хор при църквата „Света Богородица“ (1901) и училищен хор при мъжкото петокласно училище. Ръководи градския духов оркестър. Пише хоровата творба „Напред в бой“, марш на 34-ти пехотен троянски полк за духов оркестър, марш на гимнастическото дружество „Осъмски юнак“, „Български всеучилищен химн Свети Свети Кирил и Методий“ и множество ученически песни. Капелмайстор на военния оркестър на Тридесет и четвърти пехотен троянски полк (Ловеч) (1904).
По-късно се установява в София. Учител по музика в Първа и Втора девическа гимназии и Девическото педагогическо училище. През войните за национално обединение (1912 – 1918) е капелмайстор на военен оркестър.
Диригент в Свободния театър от 1918 г. Поставя оперетите „Царицата на чардаша“ от Имре Калман, „Розата на Стамбул“ и „Есенни маневри“. Хормайстор на Народната опера в София. Артист и музикант в Софийския драматичен театър. Диригент на Градската духова музика и на първата духова музика на полицията. Когато е без работа е акордьор на пиана или е артист в трупата на Иван Попов и Вяра Игнатова.
Панайот Пипков пише и оперетите за деца „Щурец и мравка“, „Деца и птички“ и др. Автор на популярните хорови песни „Сладкопойна чучулига“, „Когато бях овчарче“ и „Де е България?“. Детските и училищните му песни са издадени в сборници в периода 1902 – 1904 г. Клавирните му пиеси са едни от първите български образци в жанра.
Представител е на първото поколение български композитори, един от пионерите на българската професионална музика. Негов син и наследник в музикалното творчество е Любомир Пипков.

### Памет
- Провъзгласен е за Почетен гражданин на Ловеч (посмъртно) от 3 май 2001 г. „за принос в културата на Ловеч и България“.
- Няколко десетилетия Люляковите музикални тържества в Ловеч са наименувани „Панайот и Любомир Пипкови“.
- Улица в Ловеч и градския смесен хор носят неговото име.
- На Панайот Пипков е наречена улица в квартал „Драгалевци“ в София (Карта)
- Плевенското национално училище по изкуствата носи неговото име.